# ريلجم
ريلجم هو موقع ويب من نوع موقع ويب حول الرياضات أنشئ في 2001، يقع مقره الرئيسي في الولايات المتحدة، ومحتواه الأساسي حول رياضة.

## وصلات خارجية
- الموقع الرسمي